# Tatum Greenblatt
Tatum Greenblatt (* 2. Juli 1982 in Seattle) ist ein US-amerikanischer Jazzmusiker (Trompete, Flügelhorn, Komposition) des Modern Jazz.

## Leben und Wirken
Tatum Greenblatt wuchs in einer musikalischen Familie auf; sein Vater war Musiker, seine Mutter Filmemacherin. Als Kind spielte er zunächst Schlagzeug; unter dem Eindruck des Albums Ugetsu von Art Blakey and The Jazz Messengers kam durch das Spiel von Freddie Hubbard auf die Trompete, die er mit neun Jahren lernte. Zwei Jahre später trat er auf lokaler Ebene auf. Mit 18 Jahren zog er nach New York City, um an The New School for Jazz and Contemporary Music zu studieren. Dort hatte er Unterricht bei Wynton Marsalis, Laurie Frink, Joe Magnarelli, Terell Stafford, Jimmy Owens, Mark Gould und Chris Jaudes. Daneben trat er bei Jamsessions in New Yorker Clubs wie Cleopatra’s Needle, Zinc Bar und im Smalls auf; außerdem spielte er in der Mingus Big Band. Er erwarb den Master-Abschluss an der New Yorker Juilliard School; anschließend tourte er mit der Richard Bona Group und der Mingus Big Band. Erste Aufnahmen entstanden 2007, als er in der Schweiz in der George Gruntz Concert Jazzband spielte (Pourquoi Pas? Why Not?).
In den folgenden Jahren arbeitete Greenblatt in verschiedenen Bigband-Ensembles, so in der Fat Cat Big Band, im Jazz at Lincoln Center Orchestra, mit Dr. John, Orrin Evans’ Captain Black Big Band, Dick Oatts/Mats Holmquist New York Jazz Orchestra, The Verve Jazz Ensemble, Pedro Giraudo Jazz Orchestra und dem Vanguard Jazz Orchestra, ferner mit Maria Schneider, Donny McCaslin, David Berger, Christian McBride, Jimmy Cobb, Jeremy Pelt, Sara Gazarek, Reggie Workman, George Garzone und dem Duke Ellington Orchestra (Ghost Band), ferner im The Here and Now Quintet (Break of Day. Origin 2008). Nach seinem Debütalbum Mance’s Dance (2006) spielte er 2011 sein zweites Album Imprints ein, das im Eigenverlag erschien. 2017 leitete er das Tatum Greenblatt Quintet, dem Geoff Vidal (Tenorsaxophon), Misha Piatigorsky (Piano), Sam Minaie (Bass) und Donald Edwards (Drums) angehörten. Im Bereich des Jazz war er zwischen 2007 und 2018 an 24 Aufnahmesessions beteiligt, u. a. auch mit Fred Ho and The Green Monster Big Band. Zu hören ist er auch auf dem Uptown-Jazz-Tentet-Album What’s Next (2021) und auf The Charles Mingus Centennial Sessions der Mingus Big Band (2022).